# PESEL
Powszechny Elektroniczny System Ewidencji Ludności (PESEL) – centralny zbiór danych prowadzony w Polsce przez ministra właściwego do spraw informatyzacji (do końca 2015 r. przez ministra właściwego do spraw wewnętrznych) na mocy ustawy o ewidencji ludności. Rejestr służy do gromadzenia podstawowych informacji identyfikujących tożsamość i status administracyjno-prawny obywateli polskich oraz cudzoziemców zamieszkujących na terenie Rzeczypospolitej Polskiej. Potocznie mianem PESEL określa się również numer ewidencyjny osoby fizycznej wykorzystywany w tym rejestrze.

Uwaga: jest artykuł o historii powstawania Rządowego Centrum Informatycznego PESEL 

## Geneza i rozwój systemu

### MAGISTER: rejestr osób z wyższym wykształceniem
Pierwszym systemem do ewidencjonowania dużej grupy obywateli polskich był rejestr MAGISTER, uruchomiony w latach 1973–1974, zawierający dane osób z wyższym wykształceniem zatrudnionych w przedsiębiorstwach państwowych i uczelniach. Rejestr był zasilany danymi z ankiet z 60 tys. zakładów pracy i szkół wyższych. Zawierał ok. 630 tys. wpisów. Przechowywał bardzo szczegółowe wrażliwe dane osobowe oraz informacje o przebiegu kariery zawodowej i naukowej.
Zgodnie z ustawą Prawo o szkolnictwie wyższym, współcześnie uczelnie wyższe prowadzą Monitorowanie Karier Zawodowych Absolwentów, co realizuje część deklarowanych celów systemu Magister. Udział w monitoringu jest dobrowolny i służy uczelniom do przystosowania programów studiów do potrzeb rynku pracy.

### Powszechny Elektroniczny System Ewidencji Ludności: rejestr wszystkich obywateli
Zadanie utworzenia informatycznego systemu ewidencji ludności wpisano do planu pięcioletniego 1970–1974, co w czerwcu 1970 potwierdziło Prezydium Rządu decyzją o budowie rejestru wszystkich obywateli PRL. Rejestr ten miał nosić nazwę Powszechny Elektroniczny System Ewidencji Ludności (PESEL), a jednym z jego celów było kompleksowe ujęcie tematu człowieka jako centralnego podmiotu całej gospodarki. Jednym z problemów, z którym borykała się ówczesna administracja, było znaczne rozproszenie ewidencji ludności, co było spowodowane przejęciem przez PRL dokumentów pozostałych po zaborach pruskim, rosyjskim i austriackim, dodatkowo zdekompletowanych przez dwie wojny światowe.
System PESEL został uruchomiony w 1977 i w ramach pilotażu zawierał dane mieszkańców dzielnicy Wola w Warszawie. Następnie objął dane mieszkańców pozostałych dzielnic Warszawy, a potem województwa warszawskiego. Numery PESEL dla wszystkich obywateli Polski zostały nadane do 1984.
System PESEL został początkowo uruchomiony na komputerach Siemens 4004 z PAO 1 MB i trzema liniami dysków 55MB x 8, a potem w końcu lat 70. na komputerach Siemens 7755 wyposażonych w 2 MB pamięci RAM oraz 4 linie dysków 150 MB x 8 pod kontrolą systemu baz danych PRISM. Komputery te były licencyjną kopią IBM System 360/370. Po wprowadzeniu stanu wojennego (1981–1983) embargo oraz ograniczenia CoCom zmusiły MSW do wdrożenia autorskich rozwiązań takich jak System Zarządzania Bazą Danych JANTAR (1984), krajowe komputery R-32 oraz osprzęt produkowany przez zakłady ELWRO, MERAMAT, MERA BŁONIE, MERA ZABRZE, MERA STER, TELETRA.
System PESEL, którego inicjatorem był Andrzej Targowski, miał początkowo stanowić część ogólnokrajowej „rewolucji informatycznej”, w ramach której powstać miały systemy wspomagające planowanie CENPLAN (administracja centralna), RESPLAN (resorty), REGIPLAN (władze wojewódzkie), WEKTOR (inwestycje krajowe) oraz sieć teleinformatyczna administracji publicznej INFOSTRADA. Większość z tych systemów ostatecznie nie powstała z powodu oporu administracji, nieskoordynowanych działań różnych resortów i konfliktów na różnych szczeblach władzy. Ostatecznie z planów pozostał jedynie system PESEL oraz stworzony na potrzeby GUS „rejestr jednostek gospodarki uspołecznionej”, czyli REGON.
Na początku lat 90. XX wieku system PESEL został zmigrowany do technologii mainframe. Aplikacja JANTAR została przeniesiona na system IBM zSeries, pod kontrolą systemu operacyjnego z/OS. Aplikacja systemu PESEL została napisana w całości w assemblerze systemu mainframe. Dostęp do bazy danych dla użytkowników on-line realizowany jest za pośrednictwem własnego monitora teletransmisji tzw. „Łącznika”.

### Podstawa prawna systemu
Dla okresu od 1970 do 2000 roku niejasna jest ustawowa podstawa dla funkcjonowania systemu. Zmiany do ustawy z 10 kwietnia 1974 o ewidencji ludności i dowodach osobistych odwołujące się do numeru PESEL wprowadzono po raz pierwszy ustawą nowelizującą z 20 sierpnia 1997, która weszła w życie 1 stycznia 2001. Ustawa ta wprowadziła między innymi nowe brzmienie art. 37 zakładające zamieszczanie w dowodzie osobistym „numeru ewidencyjnego Powszechnego Elektronicznego Systemu Ewidencji Ludności (PESEL)”. Od 1 marca 2015 podstawę prawną funkcjonowania systemu stanowi ustawa o ewidencji ludności z 24 września 2010.

### System Rejestrów Państwowych (SRP)
1 marca 2015 weszły w życie trzy nowe ustawy: o dowodach osobistych, o ewidencji ludności oraz Prawo o aktach stanu cywilnego. Tego dnia w celu wykonania powyższych ustaw uruchomiony został System Rejestrów Państwowych (SRP) obsługiwany przez Centralny Ośrodek Informatyki, w ramach którego połączone zostały: rejestry PESEL, ewidencja dowodów osobistych i akta stanu cywilnego.
System Rejestrów Państwowych zintegrował Bazę PESEL (oraz System Odznaczeń Państwowych i Centralny Rejestr Sprzeciwów), a także Centralną Ewidencję Wydanych i Unieważnionych Dowodów Osobistych (CEWiUDO). W skład SRP weszła również nieistniejąca wcześniej Baza Usług Stanu Cywilnego (BUSC). W celu umożliwienia wprowadzania danych do nowego systemu utworzono interfejs graficzny pod nazwą Źródło.
W zakresie danych PESEL do nowego systemu zostały zmigrowane dane dostępne centralnie. Do poprawy jakości centralnej ewidencji dowodów zostały wykorzystane ponadto kopie baz lokalnych (Gminne Ewidencje Wydanych i Unieważnionych Dowodów Osobistych). Po uruchomieniu SRP dane przechowywane centralnie zaczęły być wykorzystywane jako zbiór referencyjny co pozwala na postępującą korektę ich jakości.

## Elementy rejestru
Tworzony rejestr zawiera następujące dane:
1. nazwisko i imię (imiona);
2. nazwisko rodowe;
3. poprzednie nazwiska i imiona wraz z datą ich zmiany oraz nazwą urzędu, który dokonał zmiany;
4. imiona i nazwiska rodowe rodziców;
5. numery PESEL rodziców, jeżeli zostały im nadane[b];
6. data urodzenia;
7. miejsce urodzenia;
8. kraj urodzenia;
9. stan cywilny;
10. oznaczenie aktu urodzenia[c] i urzędu stanu cywilnego, w którym został on sporządzony;
11. płeć (w przypadku zmiany danych: data oraz nazwa urzędu, który dokonał zmiany);
12. numer PESEL;
13. obywatelstwo albo status bezpaństwowca;
14. imię i nazwisko rodowe oraz numer PESEL małżonka, jeżeli został mu nadany;
15. data zawarcia związku małżeńskiego, oznaczenie aktu małżeństwa[d] i urzędu stanu cywilnego, w którym został on sporządzony, data rozwiązania związku małżeńskiego, sygnatura akt i oznaczenie sądu, który rozwiązał małżeństwo, sygnatura akt i oznaczenie sądu, który ustalił nieistnienie małżeństwa, sygnatura akt i oznaczenie sądu, który unieważnił małżeństwo, data zgonu małżonka albo data znalezienia jego zwłok, oznaczenie jego aktu zgonu[e] i urzędu stanu cywilnego, w którym ten akt został sporządzony;
16. adres i data zameldowania na pobyt stały;
17. kraj miejsca zamieszkania;
18. kraj poprzedniego miejsca zamieszkania;
19. data wymeldowania z miejsca pobytu stałego;
20. adres i data zameldowania na pobyt czasowy oraz data upływu deklarowanego terminu pobytu;
21. data wymeldowania z miejsca pobytu czasowego;
22. data wyjazdu poza granice Rzeczypospolitej Polskiej trwającego dłużej niż 6 miesięcy i wskazanie kraju wyjazdu;
23. przewidywany okres pobytu poza granicami Rzeczypospolitej Polskiej trwającego dłużej niż 6 miesięcy[f];
24. data powrotu z wyjazdu poza granice Rzeczypospolitej Polskiej trwającego dłużej niż 6 miesięcy;
25. seria, numer i data ważności ostatniego wydanego dowodu osobistego obywatela polskiego oraz oznaczenie organu wydającego dokument;
26. seria, numer i data ważności ostatniego wydanego paszportu obywatela polskiego;
27. seria, numer i data ważności ważnego dokumentu podróży cudzoziemca lub innego ważnego dokumentu potwierdzającego tożsamość i obywatelstwo, a w przypadku obywatela Ukrainy, który przybył na terytorium Rzeczypospolitej Polskiej z terytorium Ukrainy w związku z działaniami wojennymi prowadzonymi na terytorium tego państwa, oraz obywatela Ukrainy posiadającego Kartę Polaka, który wraz z najbliższą rodziną z powodu tych działań wojennych przybył na terytorium Rzeczypospolitej Polskiej[g], oznaczenie dokumentu, na podstawie którego dokonano ustalenia tożsamości osoby[h];
28. status cudzoziemca[f] oznaczony jako UE[i], CUE[j], NUE[k] albo UKR[l];
29. data zgonu albo data znalezienia zwłok, numer aktu zgonu i oznaczenie urzędu stanu cywilnego, w którym ten akt został sporządzony.

Dawniej rejestr zawierał dodatkowo następujące dane:
1. data upływu deklarowanego przez cudzoziemca terminu pobytu[m].

Ponadto dla cudzoziemców rejestr zawiera następujące dane:
1. seria i numer karty pobytu wydanej w związku z udzieleniem zezwolenia na osiedlenie się, zezwolenia na pobyt rezydenta długoterminowego Wspólnot Europejskich, zgody na pobyt tolerowany lub nadaniem statusu uchodźcy w RP oraz data jej wydania, data ważności, oznaczenie organu, który ją wydał,
2. seria i numer karty pobytu obywatela Unii Europejskiej wydanej w związku z udzieleniem zezwolenia na pobyt na terytorium RP oraz data jej wydania, data ważności, oznaczenie organu, który ją wydał,
3. seria i numer dokumentu pobytu członka rodziny obywatela Unii Europejskiej wydanego w związku z udzieleniem zezwolenia na pobyt na terytorium RP oraz data jego wydania, data ważności, oznaczenie organu, który go wydał,
4. seria i numer karty pobytu wydanej w związku z udzieleniem zezwolenia na zamieszkanie na czas oznaczony lub zgody na pobyt tolerowany oraz data jej wydania, data ważności, oznaczenie organu, który ją wydał,
5. seria i numer karty pobytu obywatela Unii Europejskiej wydanej w związku z udzieleniem zezwolenia na pobyt czasowy na terytorium RP oraz data jej wydania, data ważności, oznaczenie organu, który ją wydał,
6. seria i numer dokumentu pobytu członka rodziny obywatela Unii Europejskiej wydanego w związku z udzieleniem zezwolenia na pobyt czasowy na terytorium RP oraz data jego wydania, data ważności, oznaczenie organu, który go wydał,
7. seria i numer tymczasowego zaświadczenia tożsamości cudzoziemca oraz data jego wydania, data ważności, oznaczenie organu, który je wydał.

## Numer PESEL
Każdy wpis w rejestrze jest określany unikatowym symbolem jednoznacznie identyfikującym osobę fizyczną.
Numer PESEL jest to 11-cyfrowy identyfikator numeryczny jednoznacznie identyfikujący określoną osobę fizyczną.
Zbudowany jest z następujących elementów:
- zakodowanej daty urodzenia
- liczby porządkowej
- zakodowanej płci
- cyfry kontrolnej.

Przykładowa postać:
| 440514 | 0145 | 8 |

- cyfry [1–6] – data urodzenia z określeniem stulecia urodzenia
- cyfry [7–10] – numer serii z oznaczeniem płci
  - cyfra [10] – płeć
- cyfra [11] – cyfra kontrolna

Numer PESEL nadaje minister właściwy do spraw wewnętrznych w formie czynności materialno-technicznej.
Nadanie numeru PESEL następuje za pośrednictwem:
- kierownika urzędu stanu cywilnego, który sporządza akt urodzenia, zarówno obywateli polskich, jak i cudzoziemców;
- urzędu gminy właściwego ze względu na miejsce zameldowania na pobyt stały lub czasowy;
- organu wydającego polski dokument tożsamości (dowód osobisty lub paszport);
- organu właściwego dla dzielnicy Śródmieście miasta stołecznego Warszawy – w stosunku do osób, wobec których nie można ustalić organu właściwego w sposób wskazany w punktach powyżej.

### Data urodzenia
Numeryczny zapis daty urodzenia przedstawiony jest w następującym porządku: dwie ostatnie cyfry roku, miesiąc i dzień. Dla odróżnienia poszczególnych stuleci przyjęto następującą metodę kodowania:
- dla osób urodzonych w latach 1900 do 1999 – miesiąc zapisywany jest w sposób naturalny, tzn. dwucyfrowo od 01 do 12
- dla osób urodzonych w innych latach niż 1900–1999 dodawane są do numeru miesiąca następujące wielkości:
  - dla lat 1800–1899 – 80
  - dla lat 2000–2099 – 20
  - dla lat 2100–2199 – 40
  - dla lat 2200–2299 – 60.

Przyjęta metoda kodowania miesiąca urodzenia pozwala na rozróżnienie 5 stuleci. Kolejne miesiące w poszczególnych stuleciach mają następujące numery:
| Miesiąc     | Stulecie  | Stulecie  | Stulecie  | Stulecie  | Stulecie  |
| Miesiąc     | 1800–1899 | 1900–1999 | 2000–2099 | 2100–2199 | 2200–2299 |
| ----------- | --------- | --------- | --------- | --------- | --------- |
| Styczeń     | 81        | 01        | 21        | 41        | 61        |
| Luty        | 82        | 02        | 22        | 42        | 62        |
| Marzec      | 83        | 03        | 23        | 43        | 63        |
| Kwiecień    | 84        | 04        | 24        | 44        | 64        |
| Maj         | 85        | 05        | 25        | 45        | 65        |
| Czerwiec    | 86        | 06        | 26        | 46        | 66        |
| Lipiec      | 87        | 07        | 27        | 47        | 67        |
| Sierpień    | 88        | 08        | 28        | 48        | 68        |
| Wrzesień    | 89        | 09        | 29        | 49        | 69        |
| Październik | 90        | 10        | 30        | 50        | 70        |
| Listopad    | 91        | 11        | 31        | 51        | 71        |
| Grudzień    | 92        | 12        | 32        | 52        | 72        |

Przykładowo osoba urodzona 14 lipca 2002 roku ma następujący zapis w numerze ewidencyjnym:
| 0 | 2 | 2 | 7 | 1 | 4 |  |  |  |  |  |

### Płeć
Informacja o płci osoby, której zestaw informacji jest identyfikowany, zawarta jest na 10. (przedostatniej) pozycji numeru PESEL.
|  |  |  |  |  |  |  |  |  | ⚥ |

- cyfry 0, 2, 4, 6, 8 – oznaczają płeć żeńską
- cyfry 1, 3, 5, 7, 9 – oznaczają płeć męską

Po zmianie oznaczenia płci przydzielany jest nowy numer PESEL.

### Cyfra kontrolna i sprawdzanie poprawności numeru
Jedenastą cyfrą numeru PESEL jest cyfra kontrolna umożliwiająca kontrolę poprawności identyfikatora. Jest ona wynikiem działania na pierwszych dziesięciu cyfrach. Algorytm obliczania cyfry kontrolnej na podstawie kolejnych cyfr numeru i ich wag jest określony przez rozporządzenie Ministra Spraw Wewnętrznych.
Oznaczenia i wartości użyte w poniższych opisach, wzorach i przykładach (waga w11 jest używany do weryfikacji prawidłowości numeru PESEL i nie jest wskazana w ww. rozporządzeniu):
| Pozycja cyfry od lewej, k | 1  | 2  | 3  | 4  | 5  | 6  | 7  | 8  | 9  | 10  | 11  |
| Ozn. cyfry ck             | c1 | c2 | c3 | c4 | c5 | c6 | c7 | c8 | c9 | c10 | c11 |
| Ozn. wagi wk              | w1 | w2 | w3 | w4 | w5 | w6 | w7 | w8 | w9 | w10 | w11 |
| Waga cyfry                | 1  | 3  | 7  | 9  | 1  | 3  | 7  | 9  | 1  | 3   | 1   |

Obliczanie cyfry kontrolnej
Zgodnie z ww. rozporządzeniem:
1. dla kolejnych dziesięciu cyfr identyfikatora PESEL obliczany jest iloczyn cyfry i jej wagi (Ik=ck·wk)
2. obliczana jest suma tych iloczynów (S=? Ik),
3. obliczana jest wartość M operacji S modulo 10,
4. od liczby dziesięć odejmowana jest liczba M,
5. poza przypadkiem szczególnym wskazanym w poniższym p. 6 wynik odejmowania uzyskany w p. 4 stanowi liczbę (cyfrę) kontrolną numeru PESEL,
6. jeżeli liczba M jest równa zero, to liczba (cyfra) kontrolna numeru PESEL również jest równa zero.

Wzór dla obliczenia cyfry kontrolnej
{\displaystyle c_{11}={\begin{cases}0,&{\text{gdy }}{\bmod {\left[\sum _{k=1}^{k=10}{c_{k}\cdot {}w_{k}},10\right]}}=0\\10-{\bmod {\left[\sum _{k=1}^{k=10}{c_{k}\cdot {}w_{k}},10\right]}},&{\text{gdy }}{\bmod {\left[\sum _{k=1}^{k=10}{c_{k}\cdot {}w_{k}},10\right]}}\neq 0\end{cases}}}
Przykłady:
- dla numeru PESEL 55030101193

| Pozycja cyfry, k         | 1 | 2  | 3 | 4  | 5 | 6 | 7 | 8 | 9 | 10 | 11  |           |
| Cyfry numeru PESEL, ck   | 5 | 5  | 0 | 3  | 0 | 1 | 0 | 1 | 1 | 9  | 3   |           |
| Współczynniki wagowe, wk | 1 | 3  | 7 | 9  | 1 | 3 | 7 | 9 | 1 | 3  | --- |           |
| Iloczyny, Ik=ck · wk     | 5 | 15 | 0 | 27 | 0 | 3 | 0 | 9 | 1 | 27 | --- | Suma S=87 |

Dla danej sumy S jej ostatnia cyfra to M=7, więc cyfra kontrolna 10 – M=10 – 7=3
- dla numeru PESEL 55030101230 (przypadek z p. 6 opisu słownego algorytmu ustalania cyfry kontrolnej powyżej)

| Pozycja cyfry, k         | 1 | 2  | 3 | 4  | 5 | 6 | 7 | 8 | 9 | 10 | 11  |           |
| Cyfry numeru PESEL, ck   | 5 | 5  | 0 | 3  | 0 | 1 | 0 | 1 | 2 | 3  | 0   |           |
| Współczynniki wagowe, wk | 1 | 3  | 7 | 9  | 1 | 3 | 7 | 9 | 1 | 3  | --- |           |
| Iloczyny Ik=ck · wk      | 5 | 15 | 0 | 27 | 0 | 3 | 0 | 9 | 2 | 9  | --- | Suma S=70 |

Dla danej sumy S jej ostatnia cyfra to M=0, więc zgodnie z p. 6 opisu słownego algorytmu cyfra kontrolna=0
Sprawdzanie cyfry kontrolnej

Metoda sprawdzania cyfry kontrolnej sprowadza się do obliczenia sumy:
```
c
1
·1 + 
c
2
·3 + 
c
3
·7 + 
c
4
·9 + 
c
5
·1 + 
c
6
·3 + 
c
7
·7 + 
c
8
·9 + 
c
9
·1 + 
c
10
·3 + 
c
11
·1
```

Jeśli ostatnia cyfra otrzymanej sumy jest zerem, to numer PESEL ma poprawną cyfrę kontrolną, w przeciwnym razie numer jest błędny.
Cechy specyficzne algorytmu sprawdzania
Algorytm ma pewną wadę w przydziale wag do poszczególnych elementów, która powoduje, że gdy zamienimy rok z dniem (zamieniając zapis z rr-mm-dd na dd-mm-rr) otrzymamy identyczną sumę kontrolną jak w numerze z poprawnym zapisem. Ten algorytm nie sprawdza sensowności danych.
Z zasady działania cyfry kontrolnej wynika, że w przypadku zamazania którejkolwiek cyfry w numerze PESEL można tę cyfrę odtworzyć.
Błędy w nadawaniu numeru PESEL
W praktyce zdarzają się (a przynajmniej zdarzały i wciąż istnieją) numery PESEL z błędami. Błędy w dacie zwykle były zauważane i poprawiane od razu, lecz zdarzały się też powtórzenia numeru porządkowego, błędy w określeniu płci i błędne cyfry kontrolne, które zostały wychwycone po latach przy okazji wprowadzania numeru PESEL do komputerowych baz danych. W związku z tym nie można zakładać, że wynik sprawdzania jednoznacznie określa istnienie bądź nieistnienie podanego numeru PESEL.
Numer PESEL można zmienić. Powodem do zmiany są przypadki, gdy nastąpiła korekta płci, osoba ma nowy akt urodzenia lub decyzja urzędu okazała się błędna (w wyniku błędów urzędników w 2012 roku ten sam numer nadano różnym osobom w 2 tys. przypadków).

## Udostępnianie danych z systemu PESEL
Od dnia 1 lipca 2019 weszła w życie ustawa, zgodnie z którą właściwe w zakresie udostępnienia danych z rejestru PESEL są wyłącznie organy gmin. Wniosek o udostępnienie danych z rejestru PESEL można kierować do dowolnego organu gminy na terenie kraju.
Centrum Personalizacji Dokumentów MSWiA, w imieniu ministra właściwego do spraw wewnętrznych i administracji, przed 1 lipca 2019, realizowało wnioski o udostępnienie danych z rejestru PESEL.
Centrum Personalizacji Dokumentów MSWiA, od 1 stycznia 2019, nie udostępnia danych jednostkowych z rejestru PESEL podmiotom publicznym, którym wydana została decyzja administracyjna zezwalająca na dostęp do rejestru PESEL za pomocą urządzeń teletransmisji danych (tzw. decyzja teletransmisyjna). Dane z rejestru PESEL podmioty te uzyskiwać mogą wyłącznie samodzielnie w ramach posiadanego dostępu do rejestru PESEL w trybie teletransmisji danych.
Aktualna lista podmiotów publicznych posiadających dostęp do rejestru PESEL za pomocą urządzeń teletransmisji danych (posiadających decyzję teletransmisyjną) publikowana jest przez Ministra Cyfryzacji na stronie internetowej. Wśród ponad tysiąca takich podmiotów są sądy i komornicy, straże miejskie, wójtowie, burmistrzowie, prezydenci miast, wojewodowie, ministrowie, agencje i inne służby.
Od 17 listopada 2023 istnieje możliwość zastrzeżenia numeru PESEL. Rejestr zastrzeżeń numerów PESEL powstaje na podstawie ustawy z dnia 7 lipca 2023 r. o zmianie niektórych ustaw w celu ograniczania niektórych skutków kradzieży tożsamości (Dz. U. z 2023 r. poz. 1394)

## Numery PESEL dla obywateli innych państw
Numer PESEL nadaje minister właściwy do spraw informatyzacji. PESEL jest nadawany z urzędu dzieciom obywateli polskich, obywateli Unii Europejskiej i członków ich rodzin w związku z uzyskaniem przez nich prawa stałego pobytu, a także cudzoziemców, którzy uzyskali:
- prawo stałego pobytu lub zezwolenie na pobyt stały;
- zezwolenie na pobyt rezydenta długoterminowego Unii Europejskiej;
- status uchodźcy, ochronę uzupełniającą albo azyl;
- zgodę na pobyt tolerowany;
- ochronę czasową;
- zgodę na pobyt ze względów humanitarnych.

W przypadku sporządzania przez urząd stanu cywilnego aktu urodzenia dziecka, które przyszło na świat na terytorium Polski, numer PESEL nadawany jest na wniosek.